# 백인백곡 끝까지 간다
《백인백곡 끝까지 간다》는 2014년 10월 31일부터 2015년 9월 27일까지 JTBC에서 방송되었던 예능 프로그램이다.

## 규칙
- 도전자는 본격적인 게임에 앞서 끝,까,지,간,다 다섯 개의 글자 중에서 하나를 선택한다.
- 선택한 글자에는 여행지가 있으며, 각 라운드 당 한 명씩 총 4라운드 4명의 선곡단을 선택한다.
- 도전자는 지목받은 선곡단의 애창곡을 스타와 함께 듀엣으로 부른다.
- 총 100곡의 노래곡이 있으며, 도전자는 가사가 어지럽게 있는 판을 보고 노래를 불러야 한다.
- 성공하면 다음 라운드로 직행하며, 실패하면 바로 탈락된다.
- 3라운드를 성공한 도전자끼리 4라운드를 진행해서 최후의 1인이 나올 때까지 대결을 벌인다.
- 우승팀에게는 선택한 선곡단과 함께 해외여행의 기회가 주어진다.
- 4라운드에서는 직접 선택하는 것이 아니라 도전자에게 우승을 점친 선곡단의 번호 중 하나를 제비뽑기로 뽑아 도전한다. (3회부터 적용된 규칙)
- 1라운드에서 흩어진 가사를 클리어하고 뒷부분까지 부르면 성공한다.(10회부터 적용된 규칙)
- 1라운드부터 3라운드까지 토너먼트 형식으로 진행하여 남은 사람은 파이널 라운드에 진출한다.(10회부터 적용된 규칙)
- 도전자가 선곡한 노래가 불리하다면 1회에 한해 패스카드를 사용할 수 있다.(10회부터 적용된 규칙)
- 6명이 출연하여 개인전으로 예선라운드 1곡을 부르고, 성공하면 본선라운드에서는 제비를 뽑아 토너먼트로 1:1 대결하여 파이널라운드로 진출한다.(19회부터 적용된 규칙)

## 역대 방송 시간
| 방송 기간                          | 방송 시간           |
| ---------------------------------- | ------------------- |
| 2014년 10월 31일 ~ 2014년 12월 5일 | 금요일 밤 9시 30분  |
| 2014년 12월 14일 ~ 2015년 1월 11일 | 일요일 밤 11시 00분 |
| 2015년 1월 20일 ~ 2015년 8월 25일  | 화요일 밤 9시 40분  |
| 2015년 9월 6일 ~ 2015년 9월 27일   | 일요일 밤 8시 30분  |

## 같이 보기
- 도전천곡 (종영 프로그램)

## 동시간대 경쟁 프로그램
- 집밥 백선생 (tvN)
- 언더커버 보스 넥스트 (OBS)
- 휴먼다큐 사노라면 (MBN)
- EBS 다큐프라임 (EBS 1TV)
- 시사기획 창 (KBS 1TV)